# Сан-Марко-ін-Ламіс
Сан-Марко-ін-Ламіс (італ. San Marco in Lamis) — муніципалітет в Італії, у регіоні Апулія,  провінція Фоджа.
Сан-Марко-ін-Ламіс розташований на відстані близько 270 км на схід від Рима, 125 км на північний захід від Барі, 29 км на північ від Фоджі.
Населення — 13 939 осіб (2014).

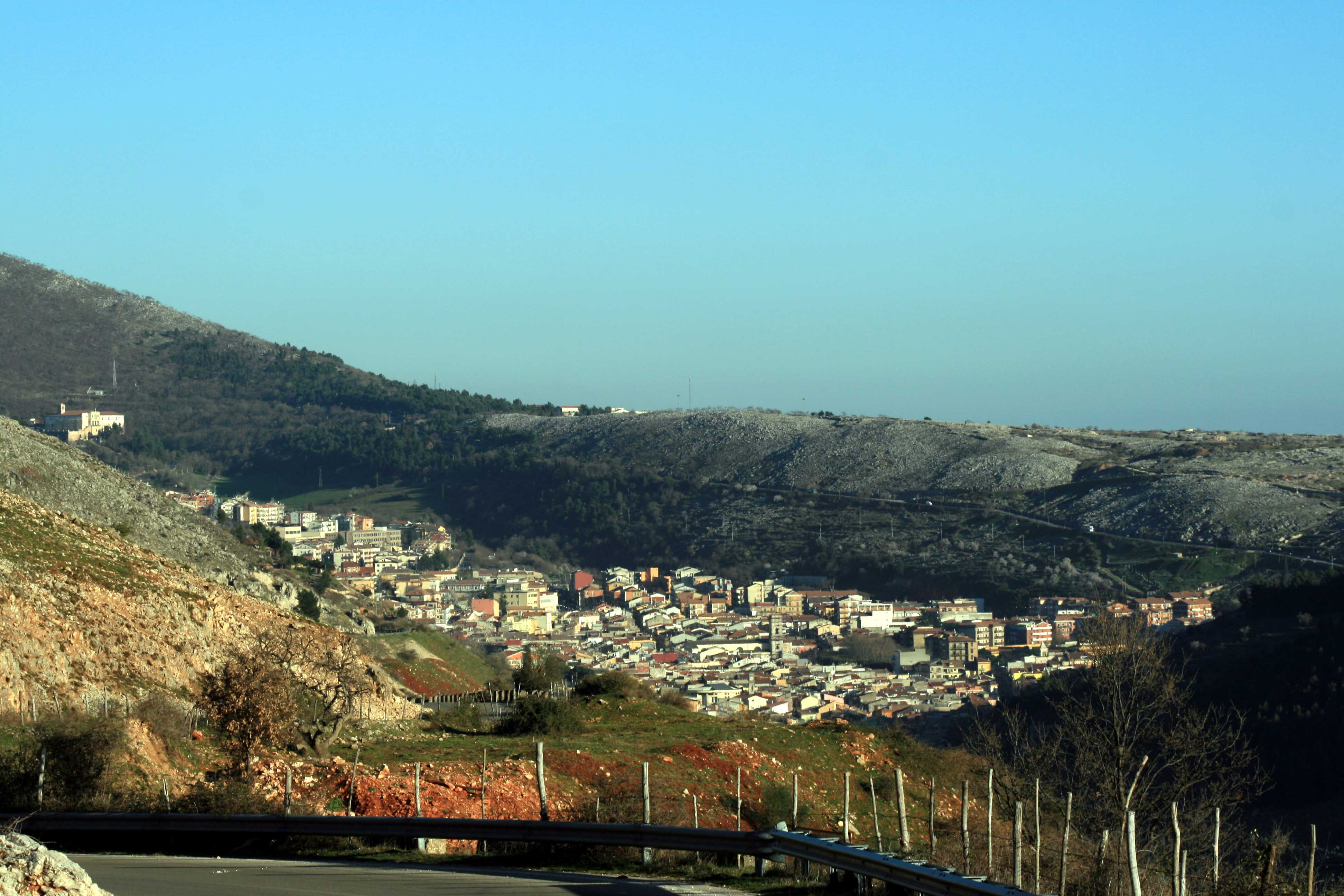

Щорічний фестиваль відбувається 25 квітня. Покровитель — San Marco Evangelista.

## Демографія
Населення за роками:

Станом на 1 січня 2023 року в муніципалітеті офіційно проживав 231 іноземець з 31 країни, серед них 117 громадян країн Євросоюзу та 2 громадяни України.

## Сусідні муніципалітети
- Апричена
- Каньяно-Варано
- Фоджа
- Манфредонія
- Монте-Сант'Анджело
- Риньяно-Гарганіко
- Сан-Джованні-Ротондо
- Сан-Северо
- Сан-Нікандро-Гарганіко